# Viluyo (Eskencachi)
Viluyo ist eine Streusiedlung im Departamento Potosí im südamerikanischen Andenstaat Bolivien.

## Lage im Nahraum
Viluyo liegt in der Provinz Charcas und ist der zweitgrößte Ort im Cantón Eskencachi im Municipio San Pedro de Buena Vista. Die Ortschaft liegt auf einer Höhe von 4100 m in einem der Hochtäler der Cordillera Azanaques.

## Geographie
Viluyo liegt am Nordwestrand der bolivianischen Cordillera Central. Das Klima der Region ist ein typisches Tageszeitenklima, bei dem die mittleren Temperaturschwankungen im Tagesverlauf deutlicher ausfallen als im Jahresverlauf.
Die langjährige Durchschnittstemperatur in der Tallage beträgt 13 °C (siehe Klimadiagramm Caripuyo) und schwankt zwischen 9 °C im Juni/Juli und mehr als 15 °C von November bis März. Der Jahresniederschlag liegt bei knapp 500 mm, von April bis Oktober herrscht eine Trockenzeit mit Monatsniederschlägen von weniger als 20 mm, nur im Januar und Februar werden Monatswerte von knapp über 100 mm erreicht.

## Verkehrsnetz
Viluyo liegt in einer Entfernung von 346 Straßenkilometern nordöstlich von Potosí, der Hauptstadt des Departamentos.
Von Potosí führt die asphaltierte Nationalstraße Ruta 1 in nordwestlicher Richtung über 109 Kilometer bis Cruce Culta (früher Ventilla), von dort zweigt eine Streckenverbindung nach Nordosten ab und erreicht nach 33 Kilometern Macha an der Ruta 6. Von dort folgt man der Ruta 6 90 Kilometer bis zur Provinzhauptstadt Uncía.
Hier zweigt eine unbefestigte Landstraße nach Osten ab, erreicht nach 17 Kilometern Chayanta und führt weiter in nordöstlicher Richtung weitere 60 Kilometer über Irupata nach Colloma. Von dort geht es weiter nach Nordosten Richtung Ñequeta, wo nach zwanzig Kilometern eine Seitenstraße in südöstlicher Richtung abzweigt, der man fünfzehn Kilometer folgt, und dann von dieser Straße in südöstlicher Richtung in das zwei Kilometer entfernte Viluyo abbiegt.

## Bevölkerung
Die Einwohnerzahl der Ortschaft ist in dem Jahrzehnt zwischen den beiden letzten Volkszählungen um die Hälfte angestiegen:
| Jahr | Einwohner         | Quelle       |
| ---- | ----------------- | ------------ |
| 1992 | keine Detaildaten | Volkszählung |
| 2001 | 146               | Volkszählung |
| 2012 | 219               | Volkszählung |
| 2024 |                   | Volkszählung |